# Shawn Swords
Jeffrey Shawn Swords (Ottawa, 27 dicembre 1973) è un ex cestista e allenatore di pallacanestro canadese con cittadinanza irlandese.

## Carriera
Con il Canada ha disputato i Giochi olimpici di Sydney 2000, i Campionati mondiali del 2002 e tre edizioni dei Campionati americani (1999, 2001, 2003).